# Tercera División de España 1992-93
La temporada 1992-93 de la Tercera División de España de fútbol fue la cuarta categoría de las Ligas de fútbol de España durante esta campaña, por debajo de la Segunda División B y por encima de las Divisiones regionales. Comenzó el 6 de septiembre de 1992 y finalizó el 27 de junio de 1993 con la promoción de ascenso. 
Para esta campaña se volvió a unificar el Grupo VI-Norte y el Grupo VI-Sur en uno único: el Grupo VI. Tanto en esta temporada como en la anterior, estos conjuntos abarcaban el área de la Comunidad Valenciana.

## Promoción de ascenso a Segunda División B

### Equipos participantes
Los equipos participantes de la promoción de ascenso a Segunda División B de la temporada 1992-93 fueron los 4 primeros clasificados de cada grupo, los cuales se exponen en la siguiente tabla:
Se indican en negrita los equipos que consiguieron el ascenso.
| Grupo I            | Grupo II            | Grupo III              | Grupo IV                 | Grupo V            |
| ------------------ | ------------------- | ---------------------- | ------------------------ | ------------------ |
| 1º Arosa S.C.      | 1º Caudal Deportivo | 1º U.M. Escobedo       | 1º Real Unión C. de Irún | 1º C.D. Premiá     |
| 2º Viveiro C.F.    | 2º C.D. Lealtad     | 2º S.D. Rayo Cantabria | 2º C. Bermeo             | 2º U.D.A. Gramenet |
| 3º C.D. Carballiño | 3º U.P. Langreo     | 3º C.D. Laredo         | 3º Mondragón C.F.        | 3º U.E. Rubí       |
| 4º Villalonga F.C. | 4º C. Siero         | 4º S.D. Noja           | 4º C.D. Touring          | 4º C.D. Jupiter    |

| Grupo VI                 | Grupo VII                          | Grupo VIII              | Grupo IX                 | Grupo X                  |
| ------------------------ | ---------------------------------- | ----------------------- | ------------------------ | ------------------------ |
| 1º Pinoso C.F.           | 1º C.F. Fuenlabrada                | 1º Zamora C.F.          | 1º C. Atlético Malagueño | 1º C. Atlético Cortegana |
| 2º Crevillente Deportivo | 2º Real Madrid C.F. "C"            | 2º C.D. Laguna          | 2º Almería C.F.          | 2º C.D. Mairena          |
| 3º C.D. Villena          | 3º C.D. Colonia Moscardó           | 3º C. Atlético Bembibre | 3º C. Poli. Almería      | 3º C.D. San Fernando     |
| 4º U.D. Oliva            | 4º U.D. San Sebastián de los Reyes | 4º R.C.D. Ribert        | 4º C.D. Mármol Macael    | 4º C.M.D. San Juan       |

| Grupo XI                 | Grupo XII        | Grupo XIII        | Grupo XIV                | Grupo XV               |
| ------------------------ | ---------------- | ----------------- | ------------------------ | ---------------------- |
| 1º C.D. Manacor          | 1º U.D. Realejos | 1º C.D. Cieza     | 1º Moralo C.P.           | 1º Peña Sport F.C.     |
| 2º S.C.R. Peña Deportiva | 2º A.D. Laguna   | 2º Caravaca C.F.  | 2º C.D. Don Benito       | 2º C.D. Calahorra      |
| 3º Mallorca Atlético     | 3º U.D. Telde    | 3º C.D. Roldán    | 3º C. Cristian Lay Jerez | 3º C.D. Mirandés       |
| 4º C.D. Playas de Calviá | 4º U.D. Orotava  | 4º A.D. Mar Menor | 4º U.P. Plasencia        | 4º C.D. Valle de Egüés |

| Grupo XVI          | Grupo XVII         |
| ------------------ | ------------------ |
| 1º S. D. Huesca    | 1º Talavera C.F.   |
| 2º Utebo F.C.      | 2º U.B. Conquense  |
| 3º U. D. Barbastro | 3º C.D. Manchego   |
| 4º U.D. Casetas    | 4º Manzanares C.F. |

### Equipos ascendidos
Los siguientes equipos ascienden a Segunda División B:
| Grupo I - Arosa S.C. Grupo II - U.P. Langreo Grupo III - No ascendió ningún equipo de este grupo Grupo IV - Real Unión C. de Irún - C. Bermeo - C.D. Touring Grupo V - C.D. Premiá - U.D.A. Gramenet Grupo VI - No ascendió ningún equipo de este grupo | Grupo VII - Real Madrid C.F. "C" - U.D. San Sebastián de los Reyes Grupo VIII - No ascendió ningún equipo de este grupo Grupo IX - C. Atlético Malagueño - Almería C.F. - C.D. Mármol Macael Grupo X - No ascendió ningún equipo de este grupo Grupo XI - C.D. Manacor Grupo XII - U.D. Realejos | Grupo XIII - C.D. Cieza Grupo XIV - No ascendió ningún equipo de este grupo Grupo XV - No ascendió ningún equipo de este grupo Grupo XVI - Utebo F.C. Grupo XVII - Talavera C.F. |